# Polyacanthia
Polyacanthia is een kevergeslacht uit de familie van de boktorren (Cerambycidae). De wetenschappelijke naam van het geslacht werd voor het eerst geldig gepubliceerd in 1861 door Montrouzier.

## Soorten
Polyacanthia omvat de volgende soorten:
- Polyacanthia flavipes (White, 1846)
- Polyacanthia fonscolombei Montrouzier, 1861
- Polyacanthia strandi Breuning, 1939